# مدرسة مس هول
مدرسة مس هول(بالإنجليزية مدرسة مس هول) والموجودة في بلدة بيتسفيلد، ماساتشوستس في الولايات المتحدة هي مدرسة انتقائية للغاية داخلية لفتيات بين أعمار 14-18 سنة. هي إحدى أول المدراس الداخلية المتأسسة في نيو إنجلاند.
تأسست مدرسة مس هول عام 1898 على يدي مايرا هول المتخرجة من كلية سميث.
اليوم، تقدم مدرسة مس هول لطالباتها برنامج تحضيري للجامعة متقدم مزود بفرعين مهمين ومشروعين بارزين وهما: برنامج آفاق وبرنامج وبرنامج القيادة للفتيات. آفاق هو برنامج تعليمي تجريبي وفيه تتطوع جميع الطالبات للعمل في أماكن اجتماعية مثل المستشفيات والمدارس. وفيه تقوم الفتيات بالعمل التطوعي في أكثر من 72 مكان ومؤسسة لتطوير مهاراتهم في الاتصال وحل المشاكل ذاتياً واكتساب خبرة حياتية عامة وتجربة عدة مجالات مما يساعدهم على تقرير موضوع تعلمهم في الجامعات والمعاهد العليا. أما في برنامج القيادة للفتيات فآنسات يافعات يقمن باجراء أبحاث وتصميم مشاريع وورشات عمل حول مواضيع الصوت الذاتي والقيادة.